# 345
Het jaar 345 is het 45e jaar in de 4e eeuw volgens de christelijke jaartelling.

## Gebeurtenissen

### Italië
- Keizer Constans I verzet zich tegen de pro-Ariaanse politiek van zijn oudere broer Constantius II in het Oost-Romeinse Rijk. Er ontstaan rellen en Constantius moet voorlopig de godsdienstpolitiek met rust laten.

## Geboren
- Eunapius, Grieks historicus en sofist (waarschijnlijke datum)
- Evagrius van Pontus, christelijke monnik en woestijnvader (overleden 399)
- Johannes Chrysostomus, aartsbisschop van Constantinopel (waarschijnlijke datum)
- Quintus Aurelius Symmachus, Romeins consul en schrijver (overleden 405)
- Tyrannius Rufinus van Aquileia, schrijver en kerkvader (waarschijnlijke datum)